# Matt Thornton
Matthew J. Thornton (né le 15 septembre 1976 à Three Rivers, Michigan, États-Unis) est un ancien lanceur de relève gaucher de la Ligue majeure de baseball.
Il maintient une moyenne de points mérités de 3,41 au cours d'une carrière de 13 saisons, recevant en 2010 une sélection au match des étoiles. Thornton commence sa carrière avec les Mariners de Seattle, pour qui il évolue en 2004 et 2005, mais est surtout connu pour ses 8 saisons chez les White Sox de Chicago de 2006 à 2013. Il porte aussi les couleurs des Red Sox de Boston (2013), des Yankees de New York (2014), des Nationals de Washington (2014-2015) et des Padres de San Diego (2016).

## Carrière

### Mariners de Seattle
Après des études secondaires à la Centreville High School de Centreville (Michigan), Matt Thornton suit des études supérieures à l'université d'État de Grand Valley où il joue pour les Lakers. Il est repêché en juin 1998 par les Mariners de Seattle au premier tour de sélection (22e choix). Thornton est le premier joueur des GVSU Lakers à être sélectionné au premier tour de draft. 
Après six saisons en Ligues mineures, il fait ses débuts en Ligue majeure le 27 juin 2004 avec les Mariners. Il lance 32 manches et deux tiers en 19 matchs pour Seattle en 2004. Il maintient une moyenne de points mérités de 4,13 avec une victoire et deux défaites. Le 10 juillet, il joue un match comme lanceur partant, le seul de sa carrière, et celui-ci se solde par sa deuxième défaite. Il obtient sa première victoire le 28 août 2004 sur les Royals de Kansas City.
Utilisé uniquement comme releveur en 2005, le gaucher encaisse 4 défaites sans aucune victoire et affiche une moyenne de points mérités élevée de 5,21 en 55 matchs et 57 manches lancées à sa dernière saison chez les Mariners.

### White Sox de Chicago

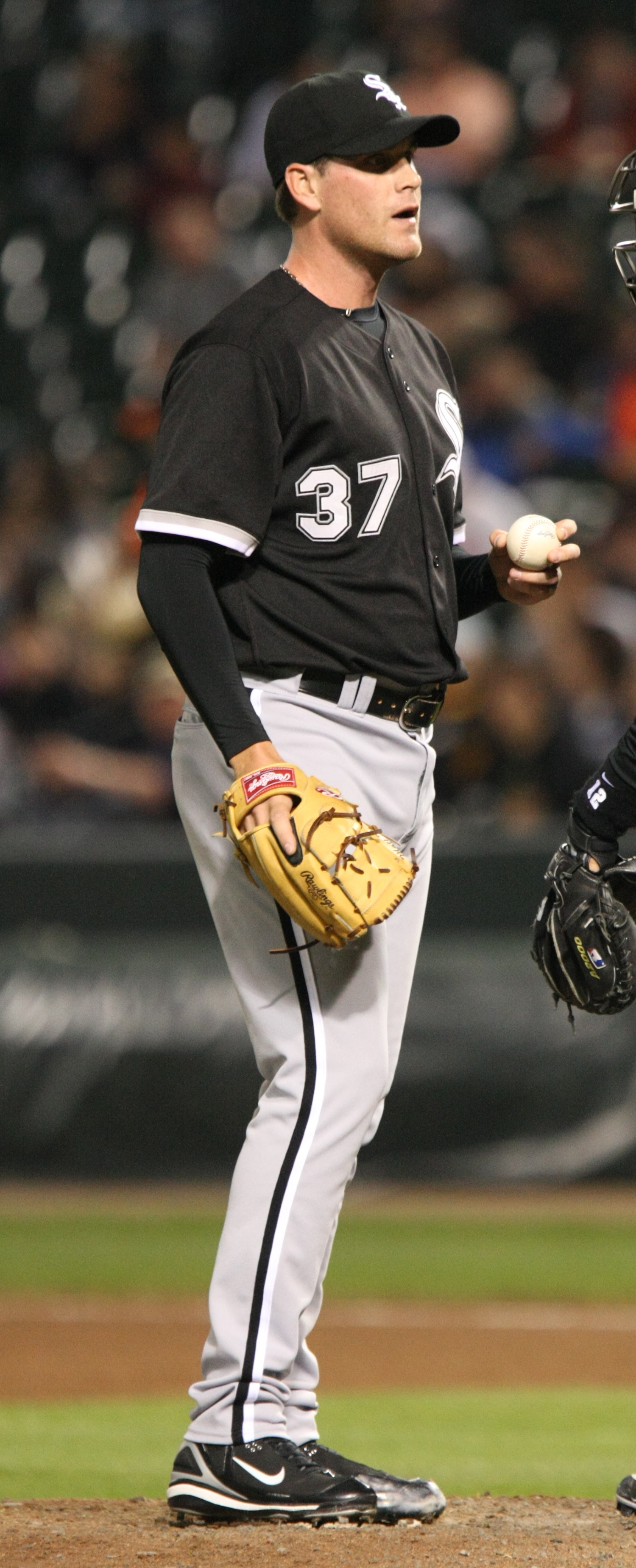
Matt Thornton en 2008 avec les White Sox de Chicago.

Le 20 mars 2006, les Mariners échangent Thornton aux White Sox de Chicago contre Joe Borchard, un voltigeur. 
Thornton enchaîne trois solides saisons pour Chicago, au cours desquelles sa moyenne de points mérités est inférieure à 3,00. En 2008, sa moyenne est de 2,67 en 74 apparitions au monticule et 67 manches et un tiers lancées, avec 5 victoires, 3 défaites et 77 retraits sur des prises.
Sélectionné en équipe des États-Unis, il participe à la Classique mondiale de baseball 2009. Il prend part à cinq rencontres, pour 4.2 manches lancées, 5 retraits sur des prises et une moyenne de points mérités de 7,71.
En 2009, les White Sox lui font lancer 72,1 manches en 70 sorties et Thornton réussit 87 retraits sur des prises. Vainqueur de 6 parties contre 3 défaites, il maintient une moyenne de points mérités de 2,74.
Il est sélectionné au Match des étoiles en 2010. Il termine 2010 avec une moyenne de 2,67 points mérités accordés par partie et 81 retraits sur des prises en 60,2 manches au monticule.
En 2011, sa moyenne excède les 3 points mérités par partie pour la première fois depuis 2007. Il ne remporte que deux décisions sur 7 pour les White Sox avec une moyenne de 3,32 en 62 matchs. Une fois de plus, son total de retraits sur des prises (63) est supérieur à son nombre de manches lancées (59,2).
En 2012, il affiche une moyenne de 3,46 en 65 manches lancées lors de 74 sorties en relève. Il remporte 4 victoires et réalise 3 sauvetages mais encaisse 10 défaites.
Thornton a une moyenne de points mérités de 3,86 en 40 sorties et 28 manches lancées en 2013 avec les White Sox.

### Red Sox de Boston

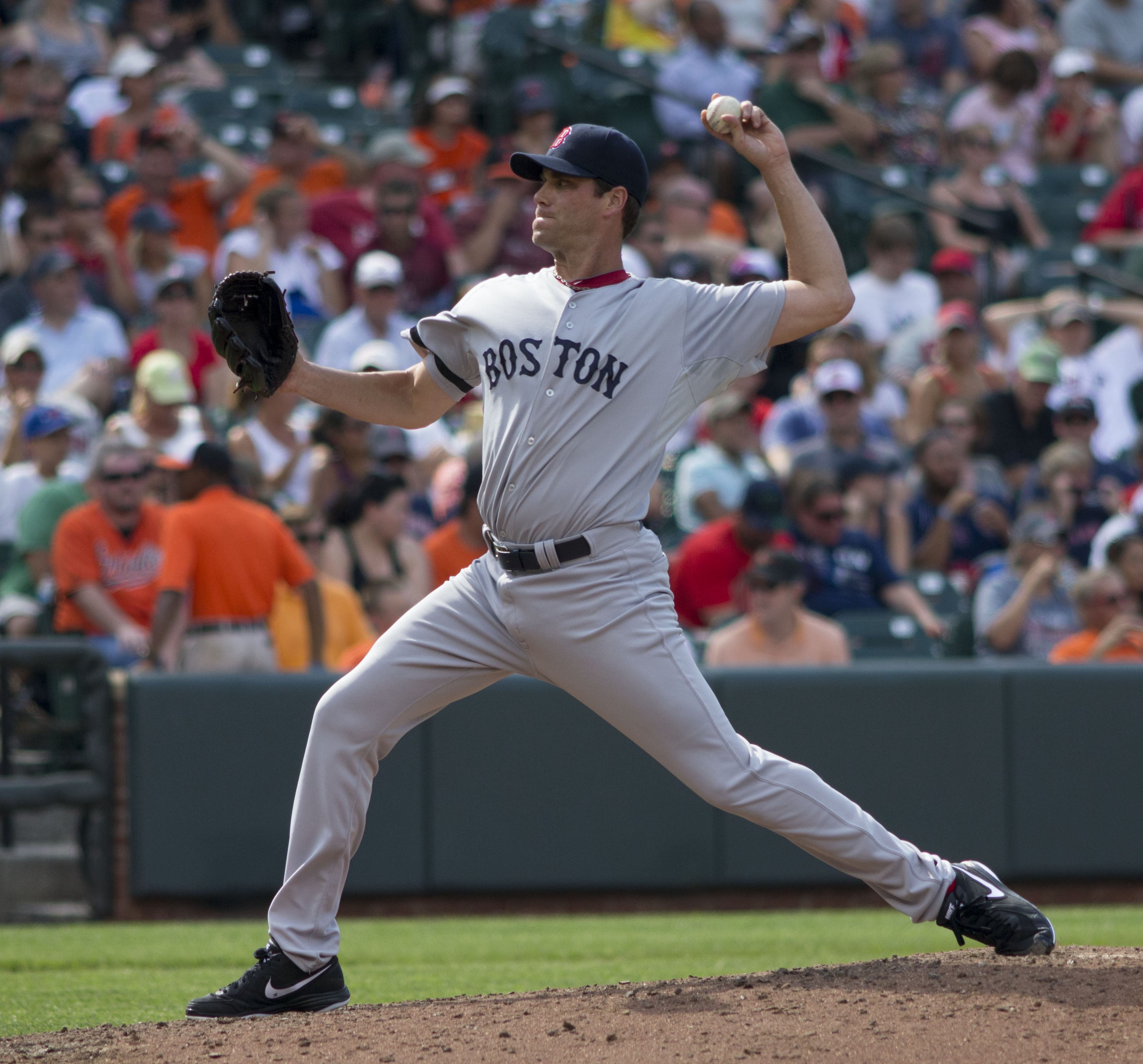
Matt Thornton en 2013 avec les Red Sox de Boston.

Le 12 juillet 2013, les White Sox échangent Thornton aux Red Sox de Boston contre le voltigeur des ligues mineures Brandon Jacobs. 
Il lance 15 manches et un tiers en 20 sorties avec Boston. Sa moyenne y est de 3,52 avec une défaite comme seule décision. Il termine sa saison 2013 avec une fiche de 0-4, trois sauvetages et une moyenne de points mérités de 3,46 en 43 manches et un tiers lancées lors de 60 présences au monticule pour les White Sox et les Red Sox. Il ne joue pas en séries éliminatoires cette année-là avec Boston et n'est pas ajouté à l'effectif des Red Sox pour la Série mondiale 2013, que le club remporte sur les Cardinals de Saint-Louis.

### Yankees de New York

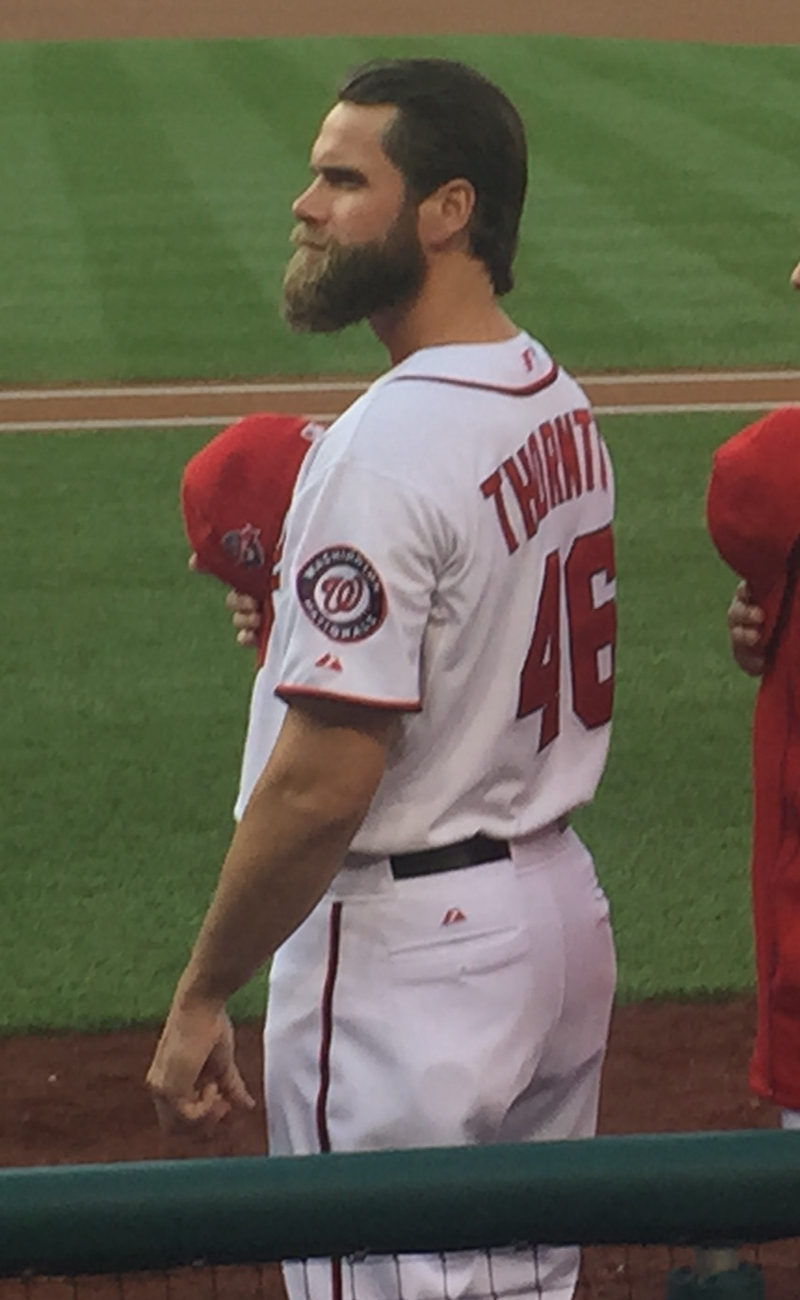
Matt Thornton en 2015 avec les Nationals de Washington.

Devenu agent libre après la saison 2013, Matt Thornton rejoint les Yankees de New York le 10 janvier 2014 sur un contrat de deux ans valant 7 millions de dollars. En 46 matchs pour New York avant de changer de club, il maintient une moyenne de points mérités de 2,55 en 24 manches et deux tiers lancées. Il n'est crédité d'aucune victoire et encaisse 3 défaites.

### Nationals de Washington
Le 5 août 2014, Thornton est cédé au ballottage par les Yankees et réclamé par Nationals de Washington.
Il entre en jeu dans 18 matchs des Nationals en fin de saison 2014 et n'accorde aucun point en 11 manches et un tiers, pour compléter l'année avec sa meilleure moyenne de points mérités en carrière : 1,75 en 36 manches lancées et 64 matchs joués pour New York et Washington. Son seul point accordé pour les Nationals en 2014 survient après deux sorties sans problème face aux Giants de San Francisco en Série de divisions. À sa troisième apparition, dans le 4e et dernier affrontement de la série, il est responsable du dernier point des Giants et encaisse la défaite dans ce qui met fin à la saison des Nats.
Thornton enchaîne avec une autre excellente saison en 2015. Le spécialiste gaucher maintient une moyenne de points mérités de 2,18 en 41 manches et un tiers lancées lors de 60 matchs joués.

### Padres de San Diego

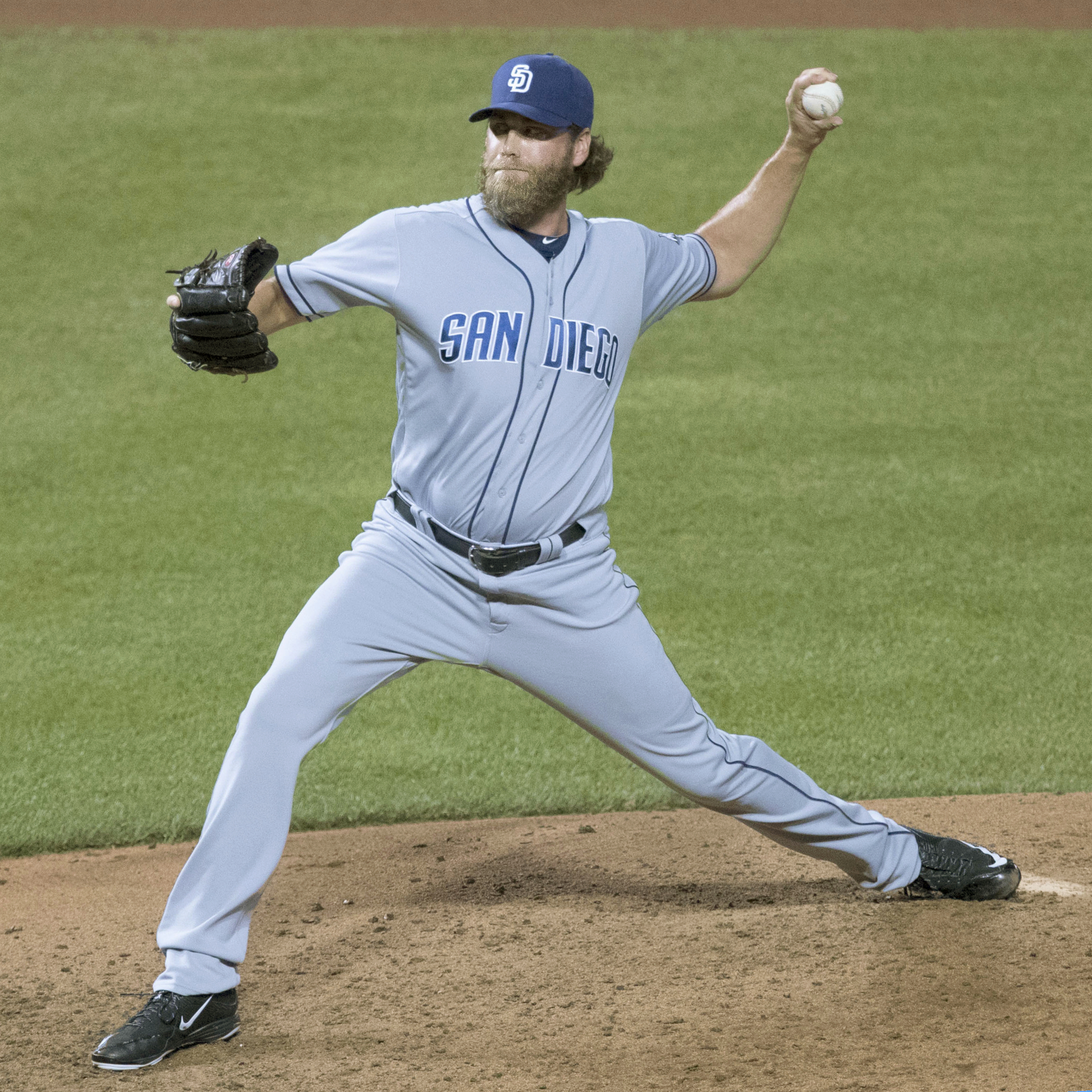
Matt Thornton lançant en 2016 pour les Padres de San Diego.

Le 3 mars 2016, il signe un contrat des ligues mineures avec les Padres de San Diego.